# قرار مجلس الأمن التابع للأمم المتحدة رقم 1141
قرار مجلس الأمن التابع للأمم المتحدة رقم 1141، المتخذ بالإجماع في 28 تشرين الثاني / نوفمبر 1997، بعد الإشارة إلى جميع قرارات مجلس الأمن والجمعية العامة ذات الصلة بشأن هايتي، والإشارة إلى إنهاء بعثة الأمم المتحدة الانتقالية في هايتي وفقا للقرار 1123 (1997)، أنشأ المجلس بعثة الأمم المتحدة للشرطة المدنية في هايتي لمواصلة مساعدة شرطة هايتي لمدة عام.
واعترف مجلس الأمن بأن بعثات شرطة الأمم المتحدة أدت دوراً هاماً في إضفاء الطابع المهني على الشرطة الوطنية الهايتية وإعادة إحلال العدالة في هايتي وفي التقدم نحو «خطة تطوير الشرطة الوطنية الهايتية للفترة 1997-2001». وشدد أيضا على الحاجة إلى دعم المجتمع الدولي للتنمية الاقتصادية والاجتماعية والمؤسسية في هايتي.
وأهمية وجود قوة شرطة محترفة تعمل بكامل طاقتها وذات حجم وهيكل كافيين مهمة لتوطيد الديمقراطية وتنشيط نظام العدالة في هايتي. وفي هذا الصدد، أُنشئت بعثة الشرطة المدنية التابعة للأمم المتحدة في هايتي، المؤلفة من 300 من الشرطة المدنية، بولاية واحدة حتى 30 تشرين الثاني / نوفمبر 1998 من أجل دعم احتراف الشرطة الوطنية الهايتية. وكان من المقرر تقديم مزيد من المساعدة من خلال الوكالات بما في ذلك برنامج الأمم المتحدة الإنمائي. وأخيراً، طُلب من الأمين العام كوفي عنان تقديم تقرير كل ثلاثة أشهر عن تنفيذ القرار الحالي، قبل انتهاء ولاية بعثة الشرطة المدنية التابعة للأمم المتحدة في هايتي.

## روابط خارجية
- نص القرار في undocs.org